# Franz König (chirurg)
Franz König (n. 16 februarie 1832, Rotenburg an der Fulda, Hessa – d. 12 decembrie 1910,  Berlin-Grunewald)  a fost un medic chirurg german. Franz König a fost profesor la Universitatea din Rostock până în anul 1875 când a fost chemat la universitatea Universitatea Georg-August din Göttingen, iar în anul 1895 vine împreună cu Heinrich Adolf von Bardeleben la spitalul „Charité” din Berlin.

## Opere
- Lehrbuch der allgemeinen Chirurgie für Ärzte und Studierende. Berlin, 1889 (Manual de chirugie generală pentru medici chirurgi și studenți).
- Lebenserinnerungen. Berlin, 1912 (Amintiri din viață).